# Virgilio de los Reyes
Virgilio de los Reyes ist ein philippinischer Jurist, Hochschullehrer und Politiker.

## Biografie
Nach dem Schulbesuch studierte er Betriebswirtschaftslehre sowie Rechtswissenschaft an der University of the Philippines und erwarb dort einen Bachelor of Science (B.S. Business Administration) sowie einen Bachelor of Laws (LL.B.). Ein anschließendes Postgraduiertenstudium im Fach Internationale Beziehungen an der Fletcher School of Law and Diplomacy der Tufts University in Medford schloss er mit einem Master of Arts (M.A. International Relations) ab.
Anschließend war er nach seiner Zulassung als Rechtsanwalt tätig und als solcher auch eines der Gründungsmitglieder von LIBERTAS, einer Vereinigung von Anwälten für Menschenrechte und Justizreformen. Später war er auch Gründer der Anwaltskanzlei De Los Reyes Law Office sowie Chief Executive Officer (CEO) der GoVida Studios, Inc. sowie Senior Partner des Moncupa, de los Reyes, Amorin Law Office. Während dieser Zeit spezialisierte er sich auf Zivilprozesse, Gesellschaftsrecht, Agrarrecht, Landnutzungsrecht und persönliches Eigentumsrecht.
Für einige Zeit war er Unterstaatssekretär für Politik, Planung und Rechtsangelegenheiten im Ministerium für Agrarreform (Department of Agrarian Reform) sowie Vizevorsitzender des Entscheidungsgremiums des Ministeriums (Department of Agrarian Reform Adjudication Board). Zwischen 2003 und 2004 war er Internationaler Fellow am Hubert H. Humphrey-Institut für öffentliche Angelegenheiten der University of Minnesota und widmete sich dabei den Gebieten Internationales Wirtschaftsrecht, Menschenrechte und Agrarrecht.
Danach nahm er den Ruf als Professor für Wirtschaftsrecht an der Graduate School of Business (Fachbereich Buchhaltung, Finanzwesen, Wirtschaft und Verwaltung) der Universität De La Salle (DLSU) in Manila an und war darüber hinaus auch Prodekan der Juristischen Fakultät (College of Law) der DLSU.
Nach den Wahlen auf den Philippinen 2010 wurde Virgilio de los Reyes am 30. Juni 2010 von Präsident Benigno Aquino III. zum Minister für Agrarreform (Secretary of Agrarian Reform) in dessen Kabinett berufen.